# Penares helleri
Penares helleri är en svampdjursart som först beskrevs av Schmidt 1864.  Penares helleri ingår i släktet Penares och familjen Ancorinidae. Inga underarter finns listade i Catalogue of Life.